# Michael Perlak
Michael Perlak (* 26. Dezember 1985 in Salzburg) ist ein österreichischer Fußballspieler.

## Karriere
Perlak begann seine Karriere beim unterklassigen ASV Taxham. Nach vier Jahren beim SV Kuchl wechselte er in die Salzburger Liga zur USK Anif, mit der er den Aufstieg in die Regionalliga West schaffte. 2008 wechselte er zum Zweitligisten SV Grödig. Sein Profidebüt gab er am 2. Spieltag 2008/09 gegen die Red Bull Juniors. Nach dem Abstieg von Grödig blieb er der Mannschaft erhalten und feierte den sofortigen Wiederaufstieg. 2011 kehrte er wieder zur USK Anif zurück, ehe er 2012 zum SV Austria Salzburg wechselte. 2014 zog es ihn wieder in den Profifußball, diesmal zur SV Mattersburg. Nach dem Aufstieg der Burgenländer gab er sein Bundesligadebüt am 1. Spieltag 2015/16 gegen den FC Red Bull Salzburg.
Nach der Saison 2018/19 verließ er Mattersburg und wechselte zum Regionalligisten SC Wiener Neustadt, der sich im November 2019 in 1. Wiener Neustädter SC umbenannte. Für die Niederösterreicher kam er zu 16 Regionalligaeinsätzen. Zur Saison 2020/21 wechselte er zum Ligakonkurrenten FC Mauerwerk. Für Mauerwerk kam er einmal in der Regionalliga zum Einsatz.
Zur Saison 2021/22 wechselte Perlak zum viertklassigen FC Stadlau.

## Persönliches
Perlak ist der Sohn des ehemaligen Fußballers Gerhard Perlak.